# Раунер, Брюс
Брюс Винсент Раунер (англ. Bruce Vincent Rauner; род. 18 февраля 1957) — американский политик-республиканец, губернатор Иллинойса (2015 — 2019). Начал выполнять обязанности губернатора 12 января 2015 года, сменил на этом посту демократа Пата Куинна, взяв вице-губернатором Эвелин Сангвинетти. В ноябре 2018 года проиграл перевыборы демократу Джейби Прицкеру.

## Биография
Родился в Чикаго, штат Иллинойс 18 февраля 1957 года. Отец — Винсент Джосеф Раунер, мать — Энн Эриксон. Окончил Дартмутский колледж и Гарвардский университет. Вторая жена — Диана Раунер, имеет шестеро детей. Его частная резиденция находится в Виннетке, Иллинойс, но на время исполнения обязанностей губернатора он с семьей переезжал в исполнительный особняк. Также владеет двумя ранчо в Вайоминге и Монтане.